# هاينريش زيمر
هينريتش زيمر (بالألمانية: Heinrich Zimmer)‏ هو لغوي ألماني، ولد في 6 ديسمبر 1890 في غرايفسفالد في ألمانيا، وتوفي في 20 مارس 1943 في نيو روتشيل في الولايات المتحدة بسبب ذات الرئة.